# سوفی تاکسل
سوفی تاکسل (۲۰ ژوئن ۱۹۱۱ ساوونیای شمالی - ۱۴ سپتامبر ۱۹۹۶) نقاش فنلاندی ساکن پورت شارلوت، فلوریدا بود.
تاکسل از سال ۱۹۴۴ تا ۱۹۴۸ درمدرسه هنرهای آزاد هلسینکی تحصیل کرد. اولین نمایشگاه عمومی او در سال ۱۹۵۰ در هلسینکی برگزار شد. تاکسل چندین نمایشگاه در فنلاند، واشینگتن دی سی، آناپولیس ویرجینیا، مریلند و ونیز در ایتالیا داشت. برخی از آثار او در موزه هنر آتنیوم در هلسینکی و در کتابخانه عمومی ناحیه کلمبیا نگهداری می‌شوند.